# Carte Arc
 (janvier 2022).
La mise en forme du texte ne suit pas les recommandations de Wikipédia : il faut le « wikifier ».
Les points d'amélioration suivants sont les cas les plus fréquents. Le détail des points à revoir est peut-être précisé sur la page de discussion.
- Les titres sont pré-formatés par le logiciel. Ils ne sont ni en capitales, ni en gras.
- Le texte ne doit pas être écrit en capitales (les noms de famille non plus), ni en gras, ni en italique, ni en « petit »…
- Le gras n'est utilisé que pour surligner le titre de l'article dans l'introduction, une seule fois.
- L'italique est rarement utilisé : mots en langue étrangère, titres d'œuvres, noms de bateaux, etc.
- Les citations ne sont pas en italique mais en corps de texte normal. Elles sont entourées par des guillemets français : « et ».
- Les listes à puces sont à éviter, des paragraphes rédigés étant largement préférés. Les tableaux sont à réserver à la présentation de données structurées (résultats, etc.).
- Les appels de note de bas de page (petits chiffres en exposant, introduits par l'outil «  Source ») sont à placer entre la fin de phrase et le point final[comme ça].
- Les liens internes (vers d'autres articles de Wikipédia) sont à choisir avec parcimonie. Créez des liens vers des articles approfondissant le sujet. Les termes génériques sans rapport avec le sujet sont à éviter, ainsi que les répétitions de liens vers un même terme.
- Les liens externes sont à placer uniquement dans une section « Liens externes », à la fin de l'article. Ces liens sont à choisir avec parcimonie suivant les règles définies. Si un lien sert de source à l'article, son insertion dans le texte est à faire par les notes de bas de page.
- La présentation des références doit suivre les conventions bibliographiques. Il est recommandé d'utiliser les modèles {{Ouvrage}}, {{Chapitre}}, {{Article}}, {{Lien web}} et/ou {{Bibliographie}}. Le mode d'édition visuel peut mettre en forme automatiquement les références.
- Insérer une infobox (cadre d'informations à droite) n'est pas obligatoire pour parachever la mise en page.

Pour une aide détaillée, merci de consulter Aide:Wikification.
Si vous pensez que ces points ont été résolus, vous pouvez retirer ce bandeau et améliorer la mise en forme d'un autre article.
La carte Arc est une carte à puce sans contact et un système automatisé de perception des tarifs introduit dans les services de transport en commun dans la région métropolitaine d'Edmonton. Le lancement initial a commencé la dernière semaine du mois d'août 2021, lorsque les détenteurs d'une U-Pass ont commencé à recevoir des cartes Arc à travers leurs institutions respectives. Une période d'essai pilote avec 500 utilisateurs du tarif adulte a commencé le 1er janvier 2022. Tous les autres utilisateurs de tarifs et groupes spéciaux seront intégrés au système Arc à un moment donné en 2022 au cours de la phase trois, avec un calendrier spécifique dépendant des résultats des deux phases précédentes.

## Histoire
En 2003, Edmonton a installé de nouveaux distributeurs automatiques de billets dans son réseau de TLR, capables d'accepter les cartes de crédit, de débit et à puce. Edmonton Transit Service (ETS) a par la suite terminé un projet pilote de deux mois sur la technologie de tarif intelligent de Cubic Transport Systems sur son réseau de TLR. Connu sous le nom de «ETS Blue», le projet pilote a été approuvé en 2007 pour un coût de 600 000 $ et impliquait 200 membres du personnel de l'Université de l'Alberta utilisant des OneCards modifiées pour permettre aux utilisateurs d'appuyer leur carte sur des lecteurs dans les distributeurs automatiques de billets lors de l'entrée et de la sortie des stations de train léger sur rail. Les participants n'ont pas payé leur billet pendant le projet pilote, qui a eu lieu à l'été 2009. La démonstration a été un grand succès, avec 99 % des participants utilisant leur carte «tout le temps» sur le TLR, plus de 25 % indiquant qu'ils utilisaient le transport en commun plus fréquemment comparé à auparavant, 100 % remplaçant certains de leurs déplacements en véhicule par des déplacements en TLR et plus de 90 % étant satisfaits de la technologie et souhaitant qu'elle soit étendue à l'ensemble du réseau de transport en commun. Malgré ce succès, ETS Blue n'a pas été testé au-delà du mois d'août 2009 ni étendu pour inclure les lignes de bus ETS. Dans un rapport publié après la conclusion du projet pilote, la ville a identifié la technologie des tarifs intelligents comme une priorité absolue pour le plan de réseau de transport en commun de la région de la capitale.
Edmonton a recommencé à examiner la technologie des tarifs intelligents en 2014, et ETS prévoit installer l'équipement nécessaire d'ici 2015. En 2015, le gouvernement de l'Alberta a approuvé le financement d'un programme régional de tarifs intelligents qui devrait coûter environ 51,6 millions de dollars. Edmonton, St. Albert et le comté de Strathcona ont également contribué des fonds au programme. Vix Technology a été sélectionnée pour installer l'équipement de tarif intelligent. Le maire d'Edmonton, Don Iveson, a exprimé qu'il espèrait que le tarif intelligent devienne accessible au public en 2016. Le système devait ensuite commencer à fonctionner au cours du deuxième semestre de 2020, mais le lancement a été retardé jusqu'en 2021. Le projet a été encore retardé par la fermeture de la frontière Canada-États-Unis en raison de la pandémie de COVID-19.
La marque carte Arc a été dévoilée le 8 juin 2021. Des candidatures ont été lancées pour le projet pilote Arc, qui devait inclure un échantillon de passagers adultes payants, d'étudiants U-Pass, d'élèves des écoles publiques et catholiques et du personnel des transports en commun d'Edmonton, de St. Albert et du comté de Strathcona. Le projet pilote a été reprogrammé pour janvier 2022 et contient désormais 500 passagers adultes payants provenant des municipalités participantes. Arc devrait devenir pleinement opérationnel en 2022.

## Utilisation de la carte

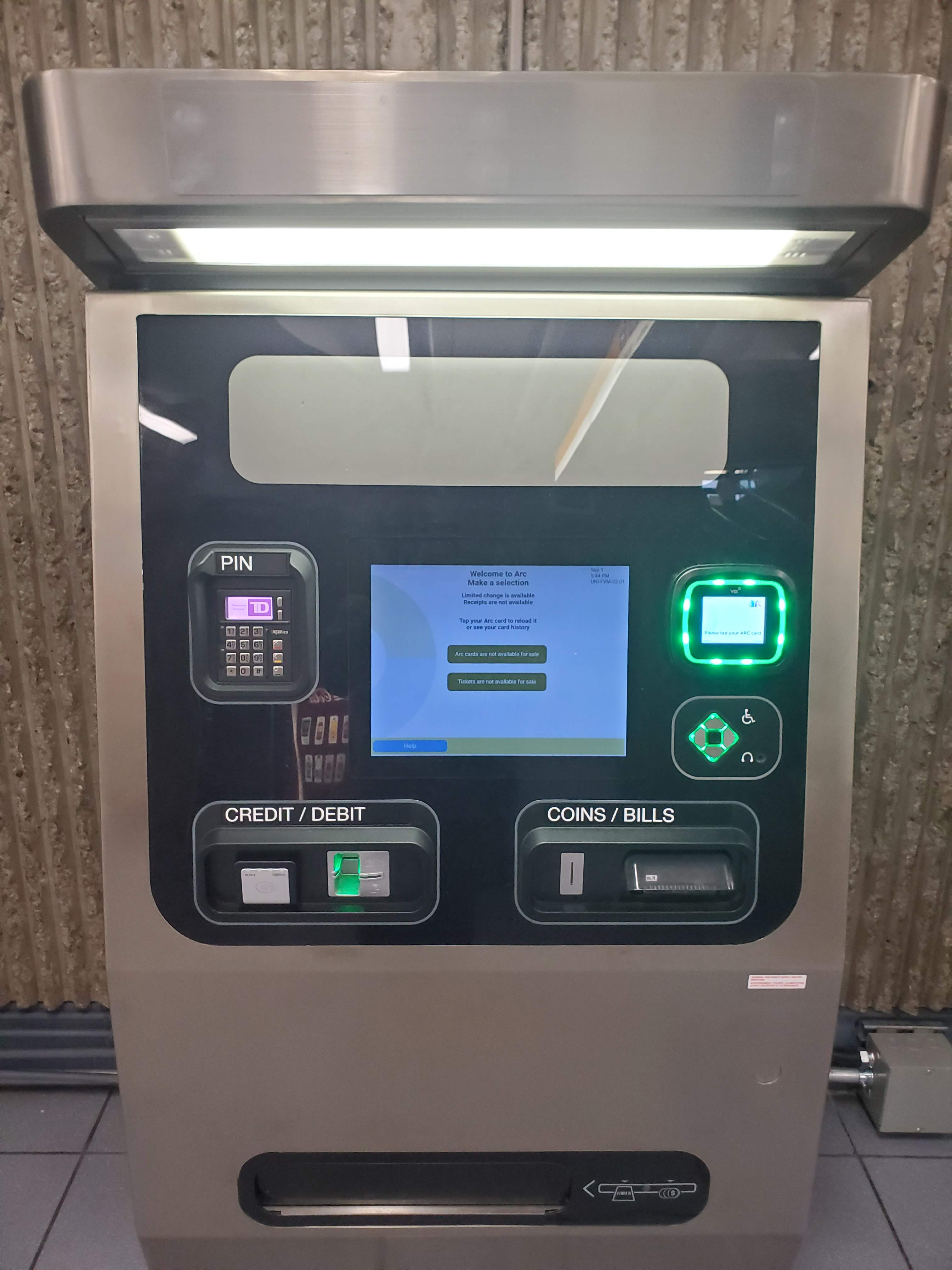
Un distributeur de billets Arc

Les cartes Arc et les billets Arc seront disponibles à l'achat dans les distributeurs automatiques de billets situés dans des destinations majeures de la région, comme les centres de transit et les stations de train léger sur rail, et l'aéroport international d'Edmonton. Ces machines accepteront les cartes de crédit et de débit et les espèces. D'autres endroits où les cartes Arc et les billets Arc pourront être achetés seront annoncés plus tard en 2021. Les passagers peuvent recharger leurs cartes dans les distributeurs automatiques de billets et en ligne, et également activer le « chargement automatique » afin que leur solde soit rechargé chaque fois qu'il tombe en dessous de 10 $.
Le solde de chaque passager est stocké sur son compte en ligne plutôt que sur la carte elle-même, ce qui permet aux passagers de continuer à utiliser leur solde après avoir remplacé les cartes perdues ou volées. Le programme comprend un plafonnement des tarifs quotidiens et mensuels pour récompenser les usagers fréquents. Lorsqu'une personne dépense au-dessus d'une certaine limite quotidienne ou mensuelle, elle peut utiliser le service de transport en commun gratuitement pendant la durée restante de cette période. Les billets Arc fonctionnent de la même manière que les cartes Arc, mais ne sont utilisables qu'une seule fois. Une fois le système Arc pleinement opérationnel, les passagers pourront toujours payer leur course en espèces.

## Déploiement

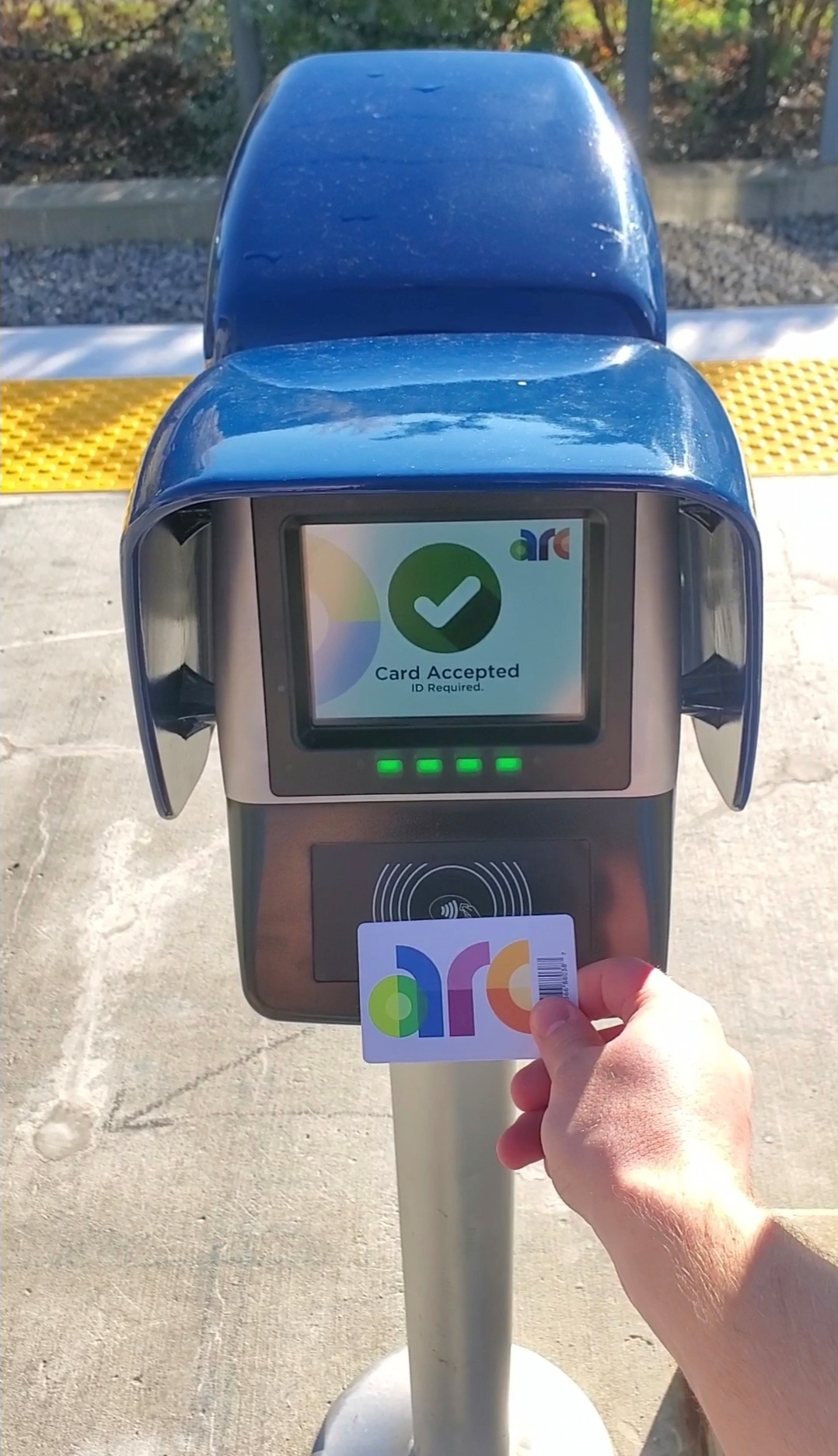
Une carte Arc étant tapée contre un lecteur de carte

Le système Arc est actuellement dans la deuxième phase d'un déploiement en trois phases.

### Première phase : lancement rapide
La première phase, également connue sous le nom de lancement rapide, implique la transition du système U-Pass vers la livraison de cartes Arc. Auparavant, les U-Pass étaient délivrés via des autocollants spéciaux placés sur les cartes étudiantes. Les étudiants de l'Université MacEwan, du Collège NorQuest et de l'Université de l'Alberta utilisent des cartes Arc,,, tandis que les étudiants du Northern Alberta Institute of Technology (NAIT) ont des cartes étudiantes avec la technologie carte Arc intégrée; faisant du NAIT le premier établissement postsecondaire au Canada à avoir un tel arrangement. Les étudiants du NAIT et de Norquest ont commencé à utiliser le système Arc en août 2021,, tandis que l'Université MacEwan et l'Université de l'Alberta ont commencé à distribuer les cartes Arc en septembre 2021,. Les quatre écoles ont terminé la transition vers les U-Pass basés sur Arc avant le 1er octobre 2021, et les étudiants doivent désormais tapper leurs cartes sur des lecteurs à carte au lieu de montrer au personnel de transport leurs cartes d'identité.
Avant le mois d'août 2021, le projet pilote devait impliquer jusqu'à 600 usagers du tarif adulte, du personnel des transports en commun et des détenteurs d'une U-Pass, qui testeraient les différentes fonctionnalités du système Arc au cours de leurs déplacements réguliers.

### Phase deux : Test pilote
La deuxième phase du déploiement a commencé le 1er janvier 2022. Il comprend 500 utilisateurs payants au tarif adulte; tous les autres usagers du tarif adulte continueront d'acheter des billets et des laissez-passer normaux. Les résultats de cette phase de test seront examinés en mars 2022, et il sera ensuite décidé si le système est prêt à prendre en charge les utilisateurs de transports en commun adultes, ou si le déploiement doit encore être retardé pour résoudre des problèmes additionnels.

### Phase trois
La phase trois aura également lieu en 2022, la date précise dépendant du résultat du lancement de la phase deux. Il inclura les usagers payants aînés et jeunes, les élèves d'école secondaire de premier et de deuxième niveau, les usagers éligibles aux abonnements à faible revenu et les personnes qui utilisent le DATS ou les services régionaux de transport adapté. L'utilisation des cartes et billets Arc restera dans un premier temps facultative pour tous les utilisateurs payants (à l'exception des passagers U-Pass), mais cela est susceptible de changer à une date ultérieure.

## Participation
Les services de transport en commun suivants utiliseront Arc:
- Beaumont Transit
- Edmonton Transit Services
- Fort Sask Transit
- Leduc Transit
- St. Albert Transit
- Strathcona County Transit
- Spruce Grove Transit